# Ère Reiwa
L'ère Reiwa (令和時代, Reiwa jidai, « ère de la belle harmonie », prononciation : /ɾeː.ɰa/) est l'ère du Japon qui a commencé le 1er mai 2019 et qui succède à celle de Heisei. L'ère — la deux cent quarante-huitième de l'histoire du pays — a commencé le lendemain de l'abdication au trône de l'empereur Akihito par l'intronisation de Naruhito, qui est devenu le 126e empereur du pays issu de la lignée Yamato.

## Choix du terme

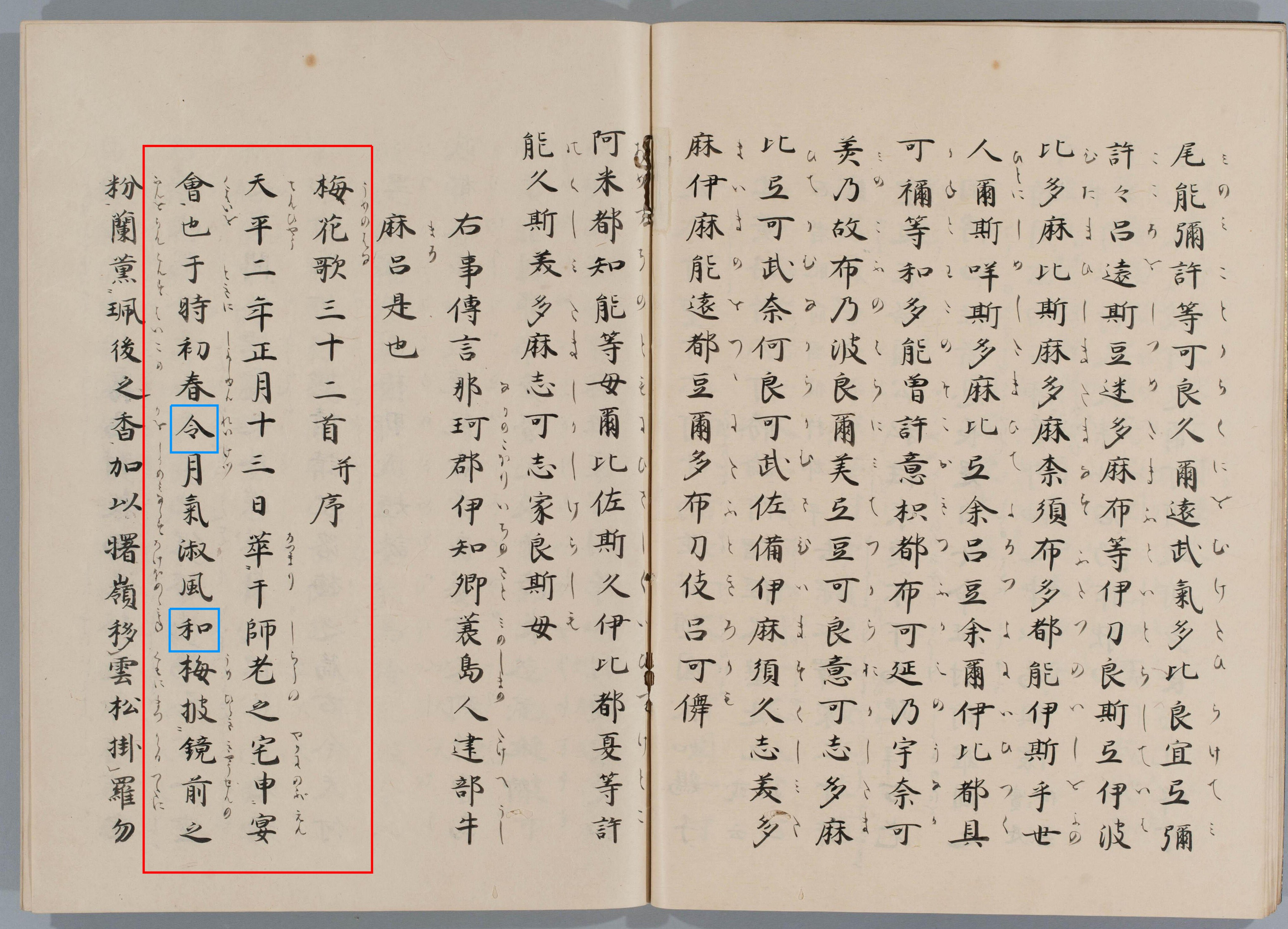
Extrait du waka (entouré en rouge) qui contient les kanjis 令 et 和 (entourés en bleu) qui ont inspiré le nom de l’ère Reiwa.

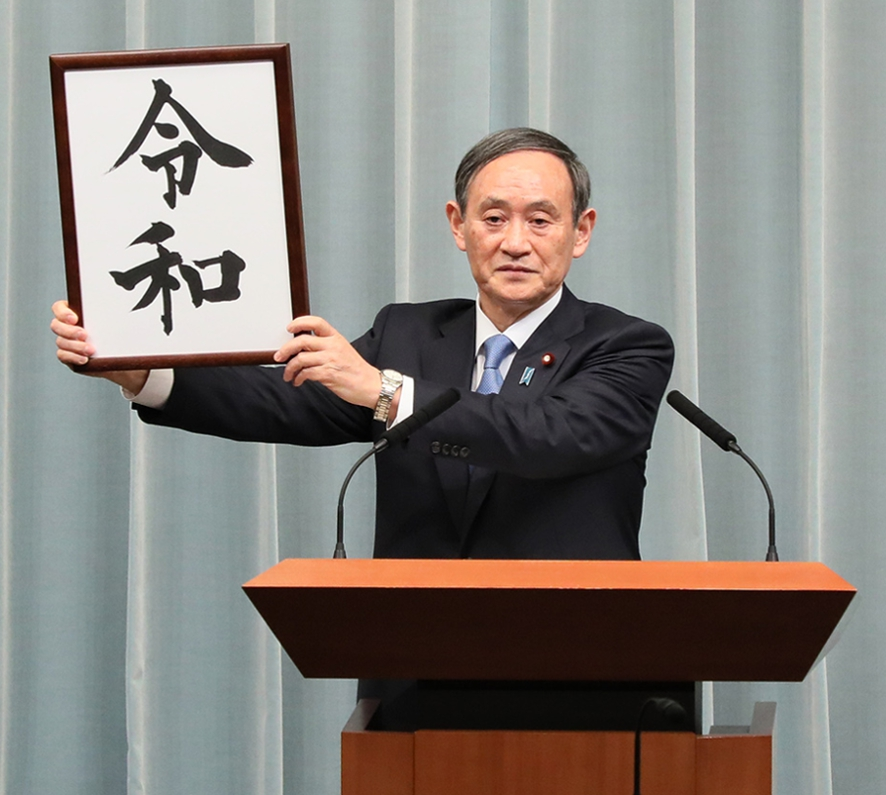
Le secrétaire général du Cabinet, Yoshihide Suga, annonce le nom de la nouvelle ère en présentant les caractères qui la désignent, le 1er avril 2019.

Le choix de l’appellation a été préparé par une commission ayant siégé pendant plusieurs mois, constituée de neuf experts, dirigeants politiques et personnalités diverses : 
- Shinya Yamanaka (山中伸弥?), prix Nobel de médecine et professeur à l'université de Kyoto ;
- Mariko Hayashi (ja) (林真理子?), romancière et scénariste ;
- Midori Miyazaki (ja) (宮崎緑?), professeur à l'université de commerce de Chiba ;
- Itsurō Terada (ja) (寺田逸郎?), ancien président de la Cour suprême du Japon ;
- Sadayuki Sakakibara (ja) (榊原定征?), ancien président de la Fédération des organisations économiques japonaises ;
- Kaoru Kamata (ja) (鎌田薫?), président de l'université Waseda ;
- Kōjirō Shiraishi (ja) (白石興二郎?), président de l'association de la presse écrite japonaise ;
- Ryōichi Ueda (ja) (上田良一?), président de la NHK (compagnie de télédiffusion du Japon) ;
- Yoshio Ōkubo (ja) (大久保好男?), président de Nippon Television.

Le gouvernement a finalement tranché parmi la liste de six termes proposés. Les autres noms présélectionnés étaient : Eikō (英弘), Kyūka (久化), Kōshi (広至), Banna (万和) et Banpō (万保). Le ministère japonais des Affaires étrangères a officiellement traduit reiwa par « belle harmonie » (« beautiful harmony » en anglais), afin de dissiper des interprétations erronées qui se référaient au sens plus courant « ordre » du kanji rei, — par exemple « ère de l’harmonie ordonnée », proposée par la traductrice et romancière Corinne Atlan. Le Premier ministre Shinzō Abe en a éclairé le sens par ces vers : « quand les cœurs sont en harmonie, la culture peut fleurir », et cette explication : « le printemps vient après l'hiver sévère ; ce nom, Reiwa, veut marquer le début d'une période qui déborde d'espoir ».
C'est la deuxième fois seulement que le gouvernement décide du nom de l'ère naissante, conformément à l'esprit de la constitution de 1947. Si les derniers termes en lice ont été présentés, pour avis seulement, au futur empereur, c'est à son père Akihito qu'a appartenu la responsabilité de parapher le décret. Sa révélation, le 1er avril 2019 à 11 h 40 locale, constitue pour les Japonais un événement historique. 
Le kanji wa (和) représente l'harmonie, tandis que rei (令) peut être traduit par porteur d'espérance, vénérable, ordre, bien, beau, agréable,.
Pour la première fois, les kanjis du terme sont issus d'un texte japonais et non chinois, un waka, court poème japonais de l'anthologie Man'yōshū datée de 730,. Ces mots auraient été prononcés par le seigneur, érudit et poète Ōtomo no Tabito ou un de ses hôtes à l'occasion d'une réception donnée pour admirer la floraison des cerisiers, :
- Texte original en kanbun[13] : « 于時、初春令月、氣淑風和、梅披鏡前之粉、蘭薫珮後之香。 »
- Traduction en japonais classique[14] : « 時に、初春の令月にして、気淑く風和ぎ、梅は鏡前の粉を披き、蘭は珮後の香を薫す。 »
- Transcription[14] : « Toki ni, shoshun no reigetsu ni shite, kiyoku kaze yawaragi, ume wa kyōzen no ko o hiraki, ran wa haigo no kō o kaorasu. »
- Traduction française[15] : « Voici le beau (rei) mois du début de printemps, l'air est doux et la brise légère (wa), le prunier a déployé ses fleurs blanches comme poudre d’une belle à son miroir, l’orchidée répand une odeur suave comme poche à parfums. »

## Mise en œuvre
Dans le calendrier japonais, le 1er mai 2019 à 0 h heure locale, l'année Heisei 31 fait place à la première année de la nouvelle ère, Reiwa 1.
Le consortium Unicode avait dès la mi-2018 réservé le point de code U+32FF ㋿   pour le glyphe qui combinerait en un seul caractère les formes à demi chasse des deux kanjis choisis pour nommer l'ère nouvelle.

## Proposition d'abandon du nom
En juillet 2020, pendant la pandémie de Covid-19, le photographe Hiroshi Sugimoto propose que le nom de Reiwa soit abandonné, suivant une tradition ancienne de renommer l'ère après une épidémie ou un désastre naturel : « c'est comme un appel des dieux : Reiwa n'est pas un bon nom ».

## Table de conversion
Pour convertir les années du calendrier grégorien vers les années du calendrier japonais de l'ère Reiwa, 2018 (première année de l'ère - 1) doit être soustrait de l'année en question.
| Reiwa | 1    | 2    | 3    | 4    | 5    | 6    | 7    |
| ----- | ---- | ---- | ---- | ---- | ---- | ---- | ---- |
| AD    | 2019 | 2020 | 2021 | 2022 | 2023 | 2024 | 2025 |